# Calippus (cráter)

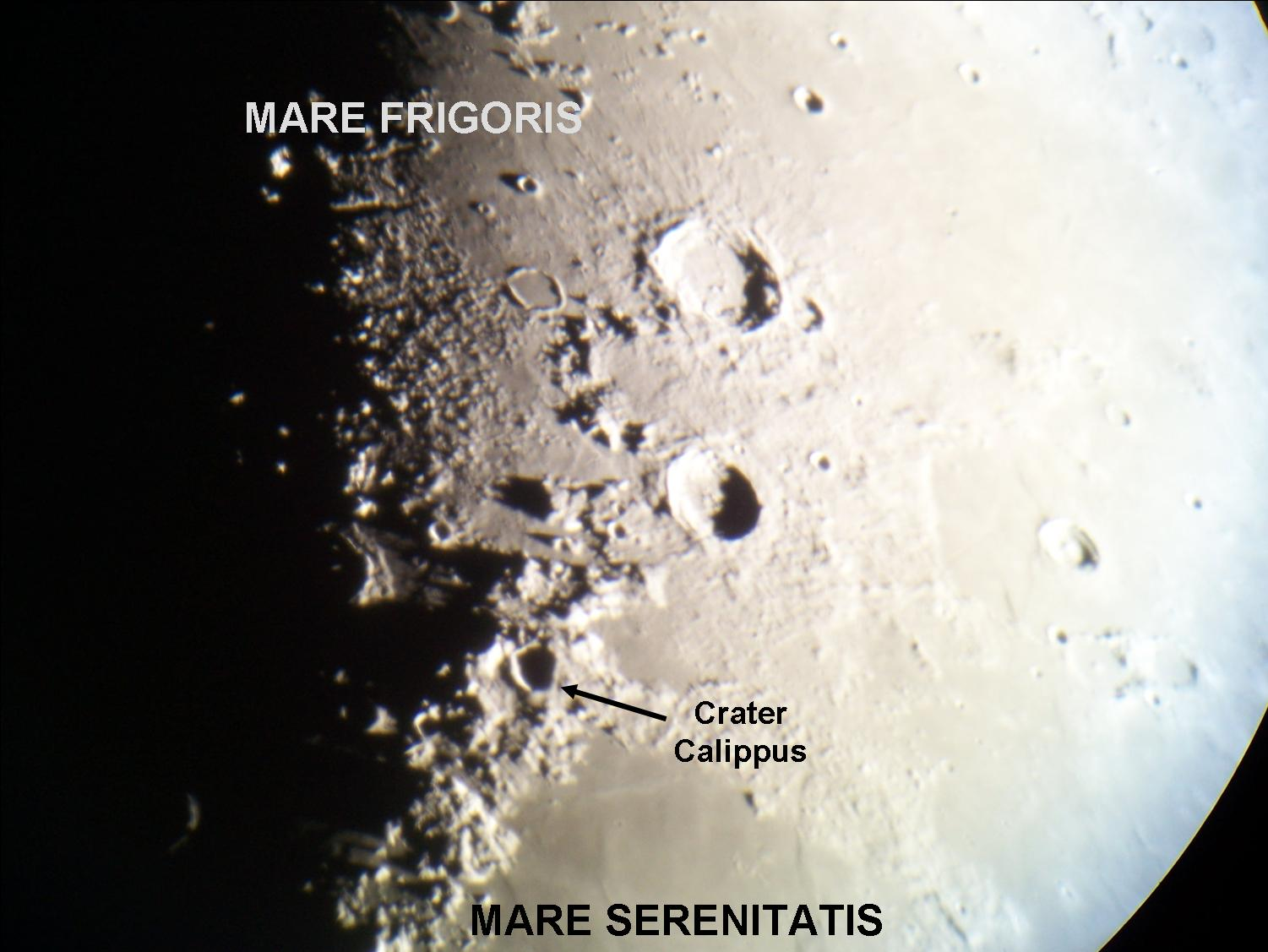
Localización de Calippus sobre el globo lunar

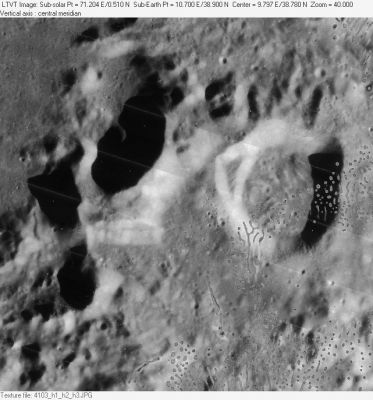
Vista normal de Calippus (Lunar Orbiter 4)

Callippus es un pequeño cráter de impacto que se encuentra en el borde oriental de la cordillera de los accidentados Montes Caucasus, en la parte norte de la Luna. Yace al suroeste del cráter Alexander, en el sector noroeste del Mare Serenitatis.

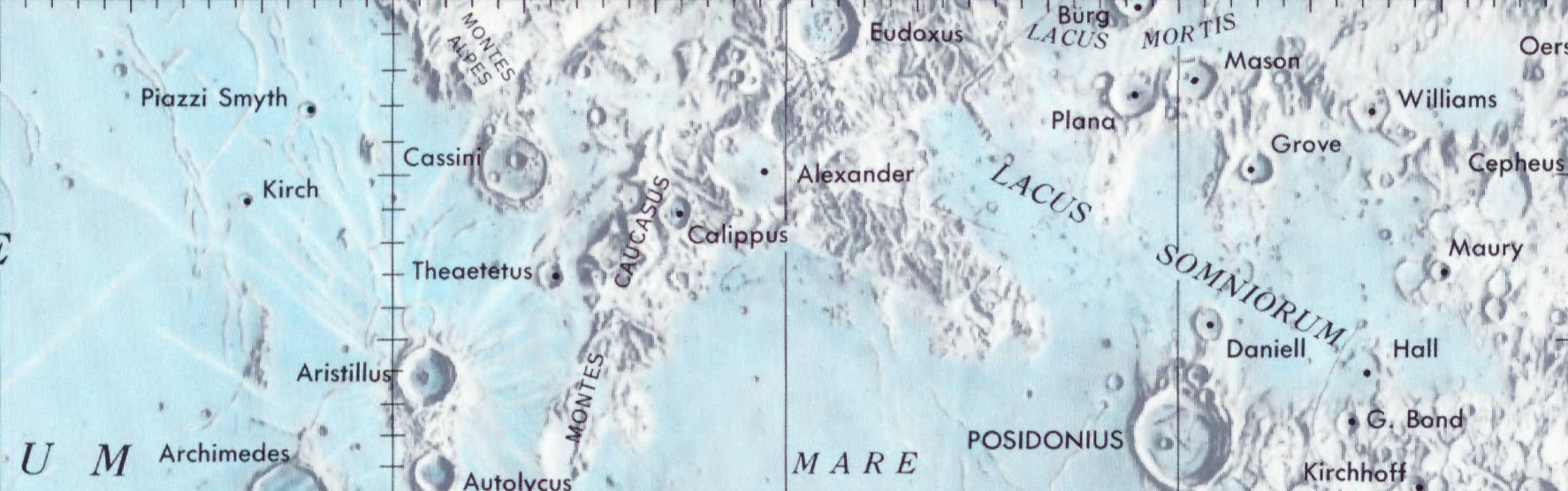
Localización de Calippus (centro de la imagen)

El borde exterior de Callippus tiene un aspecto irregular, con protuberancias externas al noreste y en particular hacia el oeste, donde aparece una sección interior de material caído. El exterior presenta una ligera rampa rodeada por el terreno accidentado de la cordillera. Dentro de las paredes interiores de caras afiladas aparece un suelo interior rugoso e irregular.
|  |  |

Al sudeste de este cráter, en el borde del Mar de la Serenidad, se halla la rima en forma de arco designada Rima Callippus. Esta hendidura sigue una trayectoria hacia el noreste en una longitud de unos 40 kilómetros.

## Cráteres satélite
Por convención estos elementos son identificados en los mapas lunares poniendo la letra en el lado del punto medio del cráter que está más cerca de Callippus.
|          | \| Calippus \| Coordenadas \| Diámetro \| \| -------- \| ---------------------------- \| -------- \| \| A \| 37°00′N 7°54′E / 37.0, 7.9 \| 16 km \| \| B \| 36°00′N 10°00′E / 36.0, 10.0 \| 7 km \| \| C \| 39°36′N 9°06′E / 39.6, 9.1 \| 40 km \| \| D \| 36°18′N 11°18′E / 36.3, 11.3 \| 4 km \| \| E \| 38°54′N 11°54′E / 38.9, 11.9 \| 5 km \| \| F \| 40°30′N 10°00′E / 40.5, 10.0 \| 6 km \| \| G \| 41°18′N 11°30′E / 41.3, 11.5 \| 4 km \| |          |
| Calippus | Coordenadas | Diámetro |
| A        | 37°00′N 7°54′E / 37.0, 7.9 | 16 km    |
| B        | 36°00′N 10°00′E / 36.0, 10.0 | 7 km     |
| C        | 39°36′N 9°06′E / 39.6, 9.1 | 40 km    |
| D        | 36°18′N 11°18′E / 36.3, 11.3 | 4 km     |
| E        | 38°54′N 11°54′E / 38.9, 11.9 | 5 km     |
| F        | 40°30′N 10°00′E / 40.5, 10.0 | 6 km     |
| G        | 41°18′N 11°30′E / 41.3, 11.5 | 4 km     |